# Eugène Anthiome
Eugène-Jean-Baptiste Anthiome (19. srpna 1836, Lorient – 24. července 1916, Versailles) byl francouzský hudební skladatel.

## Životopis
Anthiome studoval na Conservatoire de Paris harmonii (Antoine Elwart), hru na varhany (François Benoist) a kompozici (Michele Carafa). V roce 1861 obdržel Second Grand Prix de Rome za kantátu Atala. Od roku 1863 vyučoval na Conservatoire; později byl jmenován profesorem hry na klavír, tuto pozici zastával až do roku 1901. V roce 1889 byl jeho žákem Maurice Ravel.

## Dílo
- La Naissance du Christ, oratorium
- Grande Marche funèbre, vzpomínka na Meyerbeera, pro velký orchest (manuscrit), 1864-66
- Semer pour récolter, jednoaktová komická opera, 1866
- Les Noces de Prométhée, kantáta, 1867
- Berceuse, Lied, 1868
- Chanson de Nemorin, 1873
- Chansons d’Estelle, 1873
- Grand Trio pro housle, violu a klavír, 1873
- Le Dernier des Chippeways, jednoaktová opereta, 1876
- Air de ballet pro housle a piáno, 1877
- Don Juan marié, la leçon d'amour, jednoaktová opereta, 1878
- Le Roman d'un jour, komická opera, 1884
- Un Orage espagnol, jednoaktová opereta, 1887
- Fantaisie romantique pro housle a klavír, 1889
- À un ange, podle Boeuleho, 1893
- Sommeil et Triomphe de Bacchus, mytologická scéna pro orchestr, 1893
- Cantate sacrée tirée des Écritures Saintes pro varhany, 1895
- Menuet favori de Mme de Maintenon, 1896
- Concerto en ut mineur pro klavír a orchestr, 1898
- Fugue pro klavír, 1899
- Six Mélodies bretonnes (text Paul Barret), 1900
- Six Pièces pour clavecin, 1901-05
- Allemande, 1904
- Deux Préludes pour piano, 1911